# Twin Cities Assembly

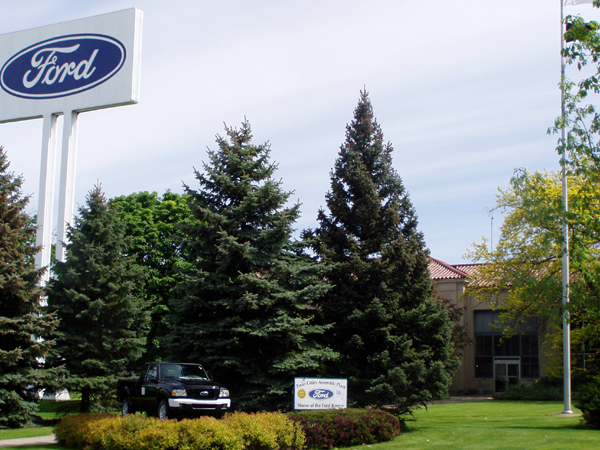
De Twin Cities assemblagefabriek

De Twin Cities assemblagefabriek is een autofabriek die zich bevindt naast de Mississippi in Highland Park in de buurt van Saint Paul (Minnesota) in de  Verenigde Staten. De fabriek ving in 1912 met de productie van auto's aan in een voormalig pakhuis. In 2008 werd de sluiting van de fabriek aangekondigd uiteindelijk rolde in de fabriek de laatste auto van de band in 2011. De fabriek heeft de Ford Ranger, de Mazda B-serie, Ford Model T, de Ford TT truck, de Ford Galaxie en de Sportsman Cabriolet geproduceerd. De meeste gebouwen zullen gesloopt worden.

## Bouw

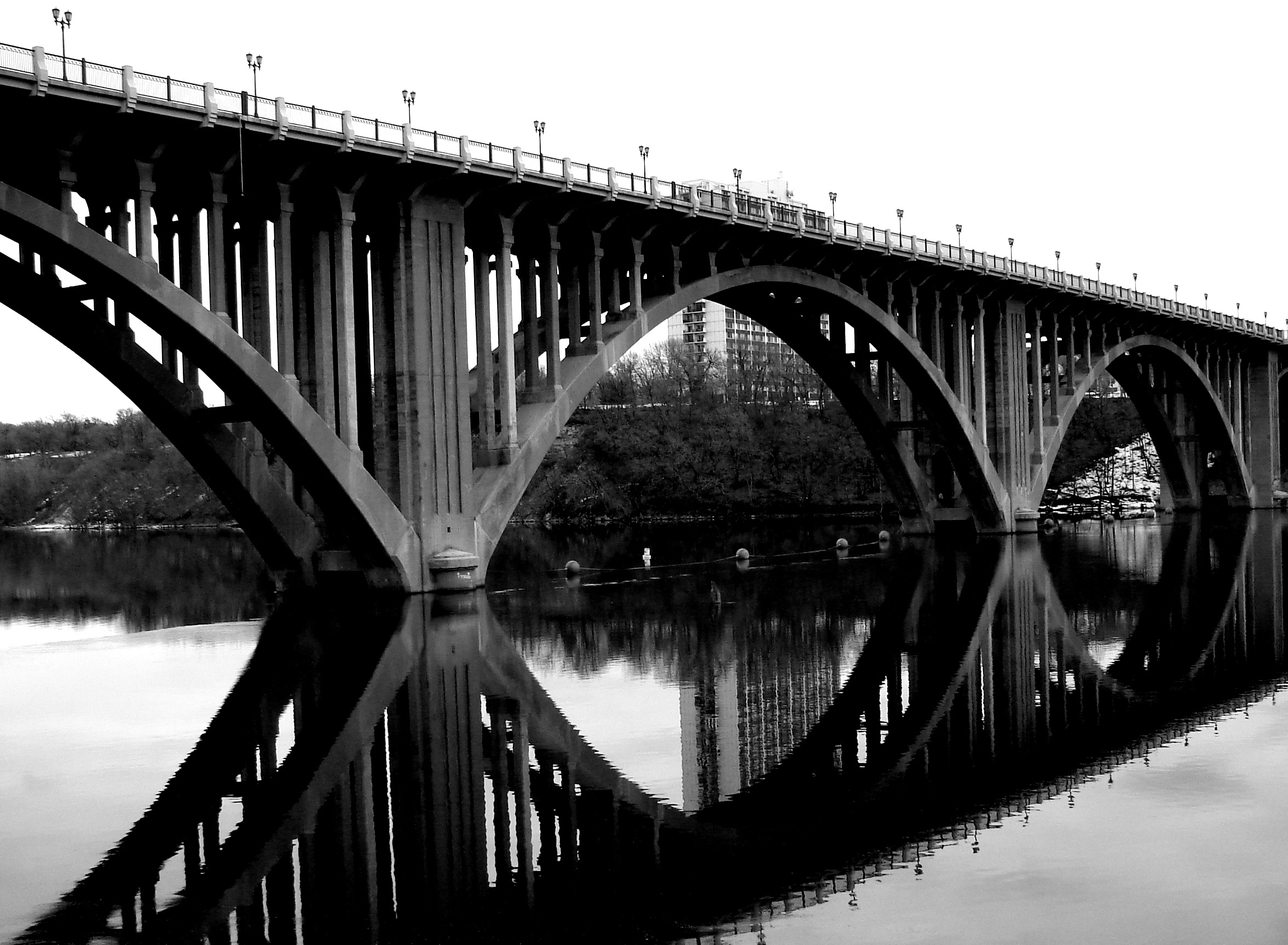
De Intercity Bridge

De belofte dat op de locatie goedkope waterkrachtenergie te verkrijgen was zette Henry Ford aan om een fabriek in St.Paul te bouwen. De dam werd voltooid in 1917, en is daarom een van de eerste op de Mississippi. Maar voor genoeg energie op te wekken is een vrij grote dam nodig. Dat was deze dus niet en daarom werden plannen gemaakt voor de dam te slopen en nu zie je enkel met laag water nog enkele pilaren uitsteken. De nieuwe dam heet de Ford dam. Het bouwwerk is verbonden met de zogenaamde Intercity Bridge.
De opdrachtgever van de bouw van de fabriek zelf is niet Ford, de fabriek was namelijk gevestigd in een oud pakhuis.

## Glasproductie
Van 1926 tot 1959 werd in de fabriek glas geproduceerd voor autoruiten. Het glas werd er geproduceerd omdat er zandsteen op het terrein te vinden was. De tunnels die dan gegraven zijn liggen er nog altijd.

## Productiviteit
In 2004 deed een voertuig in de fabriek er 20,77 uur over om geproduceerd te worden, dat is zo'n 3,5 uur sneller als gemiddeld.

## Sluiting
Toen Ford in 2001 de zogenaamde "The Way Forward" introduceerde zag het er niet goed uit voor de assemblagefabriek.
In 2008 werd de sluiting van de fabriek aangekondigd omdat de omzet van de Ford Ranger daalde met 16%. Terwijl de andere Ford-fabrieken op 75% van hun capaciteiten draaide, draaide de fabriek op 84% van haar capaciteit. Toch werd de fabriek gesloten omdat de fabriek te klein was en dus minder rendabel was dan de andere.
Op 16 december 2011 rolde uiteindelijk de laatste auto van de band.